# Motor Control Center

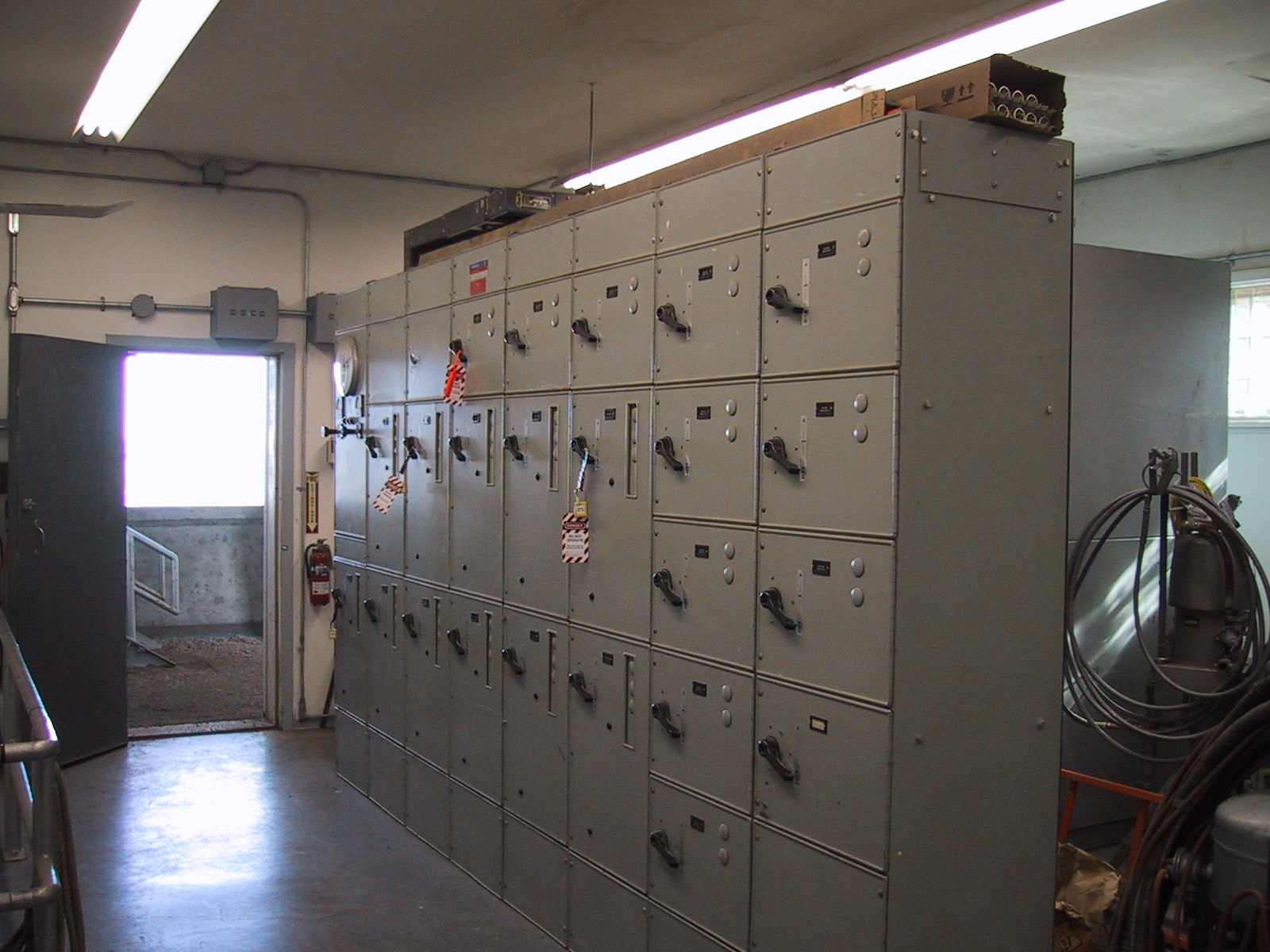
Esempio di armadio elettrico MCC

Motor Control Center o MCC, letteralmente Centro Controllo Motore, è uno standard per la realizzazione di armadi elettrici industriali chiamati appunto armadi elettrici MCC o, più semplicemente, armadi MCC. La peculiarità specifica di un armadio elettrico MCC è quella di presentare una tipica struttura modulare costituita da singole unità chiamate cassetti. Gli armadi elettrici MCC rappresentano la miglior scelta tecnica per realizzare impianti elettrici industriali nei quali si ha la necessità di controllare da un'unica sala di controllo, chiamata generalmente sala quadri, un processo produttivo complesso dislocato in una porzione molto estesa di uno stabilimento industriale di vaste dimensioni. La scelta di realizzare un armadio elettrico MCC è molto vantaggiosa dal punto di vista economico se il complesso processo produttivo, e quindi, conseguentemente, anche l'impianto elettrico che ne governa il funzionamento, è cagionevole di subire frequenti interventi di manutenzione ordinaria e straordinaria e/o modifiche, come ad esempio avviene generalmente in stabilimenti industriali di grosse dimensioni quali industrie chimiche, industrie farmaceutiche, raffinerie, piattaforme petrolifere, centrali elettriche, cabine ed impianti in media e alta tensione, ecc. 
Talvolta, più armadi elettrici MCC vengono installati in un unico locale chiamato generalmente sala MCC o cabina MCC.

## Struttura di un armadio elettrico MCC
Esistono molte marche, tipologie e modelli di armadi elettrici MCC: alcuni sono destinati prevalentemente alla distribuzione di energia elettrica (l'equivalente di un quadro elettrico di distribuzione), altri presentano invece una configurazione rivolta principalmente al comando e al controllo di motori, utenze ed impianti elettrici (l'equivalente di un quadro elettrico di automazione), altri ancora possono ottemperare  contemporaneamente alle due precedenti funzioni. In ogni caso, un armadio elettrico MCC presenta almeno una colonna nella quale sono presenti uno o più cassetti che possono condividere tra loro le stesse connessioni di potenza e/o gli stessi segnali. Tipicamente, tutte le linee di potenza di tutte colonne di uno stesso armadio MCC sono collegate a valle di un'unica linea di alimentazione il cui sezionatore può a sua volta trovarsi nel cassetto di una colonna dedicata nello stesso armadio MCC oppure in armadio elettrico MCC.

## Struttura di un cassetto MCC
Un cassetto per armadio MCC è, sostanzialmente, un quadro elettrico in cui possono essere presenti componenti elettrici di manovra, di protezione, di comando e di  controllo per gestire un'utenza oppure un impianto elettrico.
Tipicamente, un cassetto MCC presenta, frontalmente, un sistema meccanico per azionare gli apparecchi di manovra contenuti al proprio interno e un sistema e le spie di segnalazione per indicare lo stato del sistema controllato. Può anche essere presente un display digitale per visualizzare e/o effettuare operazioni manuali di gestione dei parametri del sistema o dell'impianto controllato.
In un armadio elettrico MCC, ogni singolo cassetto può essere fisso oppure estraibile, anche se, generalmente, un armadio MCC è costituito da soli cassetti fissi oppure da soli cassetti estraibili.
Generalmente, i cassetti fissi sono destinati a controllare le sezioni di impianto elettrico "definitive" ovvero le distribuzioni dell'energia elettrica e delle principali tensioni di potenza e di segnale, contenendo dunque quasi solo sezionatori o altri apparecchi di manovra e/o protezione. Ad esempio, un cassetto MCC può contenere dispositivi di manovra e protezione a monte e/o a valle di una cabina elettrica di media tensione e dunque gestire le alimentazioni di una o più sale MCC che a loro volta alimentano più armadi elettrici MCC. 
I cassetti estraibili, invece, sono prevalentemente impiegati per il comando e controllo di motori, utenze, e altri apparati. 
Tali cassetti, posteriormente, presentano dei contatti a lame o a coltello per la connessione elettrica di potenza, tipicamente un gruppo di contatti per la tensione di alimentazione di potenza in ingresso ed un altro gruppo di contatti per la tensione di alimentazione di potenza in uscita. I cassetti estraibili presentano inoltre un altro gruppo di contatti a coltello destinato per tutte le tensioni ausiliarie per i segnali in ingresso ed uscita.
Generalmente, i cassetti estraibili sono vincolati a scorrere su una guida a binario e mediante un sistema meccanico di sicurezza, è possibile portare il cassetto in tre posizioni prestabilite consecutive fra di loro:
1. Cassetto completamente inserito: in questa posizione sia le lame dei contatti di potenza e sia le lame dei contatti ausiliari risultano connesse e dunque il sistema a valle del cassetto risulta alimentato e operativo;
2. Cassetto in posizione di test: in questa posizione soltanto le lame dei contatti ausiliari risultano connesse e dunque non vi è trasmissione di potenza, ma soltanto la presenza dei segnali in ingresso e in uscita:
3. Cassetto completamente disinserito: in questa posizione, il cassetto non risulta connesso elettricamente anche se rimane fisicamente all'interno dell'armadio MCC. Il cassetto estraibile può essere fisicamente estratto dall'armadio se e solo se è stato completamente disinserito.

Il cassetto può essere bloccato in ciascuna delle tre posizioni con una chiave di sicurezza per impedire modifiche non autorizzate della posizione impostata.